# بازی زیبا
بازی زیبا (پرتغالی: o jogo bonito، ژوگو بونیتو) اصطلاحی است که برای توصیف فوتبال به کار می‌رود. استفاده از «بازی زیبا» در رسانه‌ها و کمپین‌های تبلیغاتی بسیار رایج است، اما کمتر توسط طرفداران مورد استفاده قرار می‌گیرد.
بازیکن افسانه‌ای برزیلی، پله، کسی بود که منجر به رواج این اصطلاح شد. وی کتاب خود را با عنوان «زندگی من و بازی زیبا» در سال ۱۹۷۷ منتشر کرد و از آن زمان، «بازی زیبا» راه خود را به ادبیات فوتبالی پیدا کرد. وی در مقاله کتاب خود می‌نویسد: «من این کتاب را به تمام کسانی که این بازی شگفت‌انگیز را تبدیل به یک بازی زیبا کردند، تقدیم می‌کنم.»

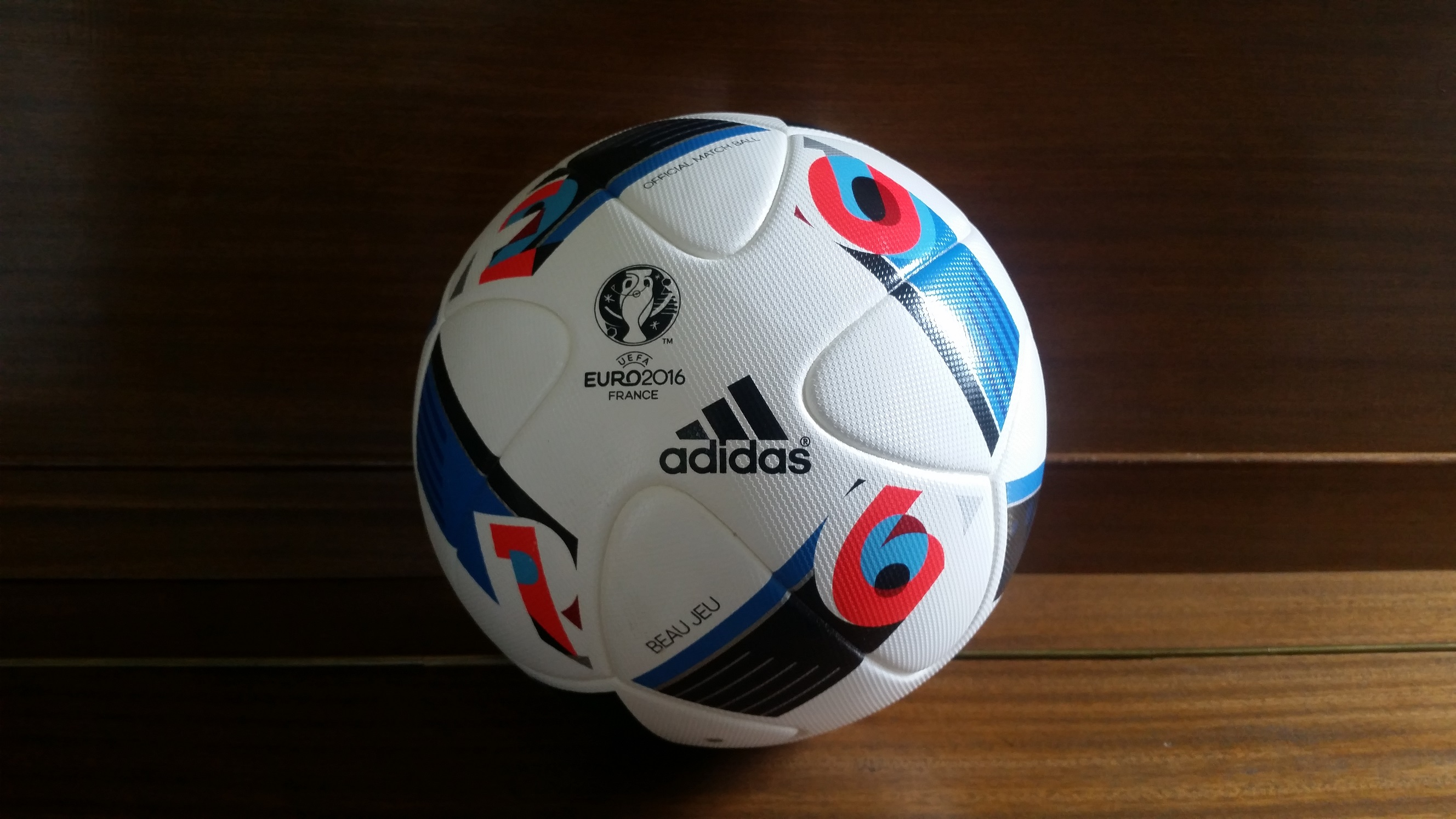
آدیداس بو ژو. بو ژو در زبان فرانسوی به معنی بازی زیبا است.